# Wolfgang Thomale
Wolfgang Thomale (* 25. Februar 1900 in Lissa, Provinz Posen; † 20. Oktober 1978 in Bad Homburg v. d. Höhe) war ein deutscher Offizier, zuletzt Generalleutnant im Zweiten Weltkrieg sowie Generalstabschef von Heinz Guderian, dem Generalinspekteur der Panzertruppe. Von 1960 bis 1968 war er Geschäftsführender Präsident des Verbandes der Automobilindustrie.

## Militärischer Werdegang

### Preußische Armee
Nach dem Besuch der Hauptkadettenanstalt trat der Sohn eines Berufsoffiziers im März 1918 während des Ersten Weltkriegs als Fähnrich in das Garde-Grenadier-Regiment Nr. 5 ein, kämpfte an der Avre und erhielt das Eiserne Kreuz II. Klasse.

### Reichswehr
Nach Kriegsende folgte am 1. April 1919 seine Beförderung zum Leutnant in der 3. (Preußische) Kraftfahr-Abteilung der Reichswehr. 1926 wurde er Oberleutnant und Adjutant in der 6. (Preußische) Kraftfahr-Abteilung. Ab 1929 besuchte er die Infanterieschule in Dresden. 1933 wurde er zum Hauptmann befördert und beim Kraftfahr-Lehrkommando Zossen stationiert.

### Wehrmacht
1935 erfolgte die Versetzung in das Panzer-Regiment 5. Vom 1. Juni 1938 bis 14. Mai 1941 war er im Stab OKH Inspekteur Panzertruppen. Im August 1940 wurde Thomale zum Oberstleutnant befördert. Danach war er Kommandeur der III. Abteilung im Panzer-Regiment 25. Vom 5. August bis zum 3. Dezember 1941 war er als Oberst Kommandeur des Panzer-Regiments 27. Am 10. Februar 1942 wurde Thomale mit dem Ritterkreuz des Eisernen Kreuzes ausgezeichnet, nachdem er am 27. November 1941 das Deutsche Kreuz in Gold erhalten hatte. Am 1. April 1942 wurde er Verbindungsoffizier im OKH zwischen dem Chef der Heeresrüstung (Reichsminister für Bewaffnung und Munition Albert Speer) und des Befehlshabers des Ersatzheeres (Generaloberst Friedrich Fromm).
Die Beförderung zum Generalleutnant erfolgte mit seiner Berufung zum Chef des Stabes des Generalinspekteurs der Panzertruppen (Generaloberst Heinz Guderian) am 1. März 1943. Im August 1943 teilte er Oberst i. G. Hellmuth Stieff mit, dass Guderian nicht aktiv an einer Verschwörung gegen Adolf Hitler teilnehmen werde. Am 19. Juli 1944 wurde er von Oberst Albrecht Mertz von Quirnheim gebeten, bei Guderian anzufragen, ob die Panzertruppe bei Berlin nicht später verlegt werden könne, da diese noch für die sogenannte „Walküre“-Übung bereitstehen müsse; dem kam sein Chef nach. Am Abend des Attentats vom 20. Juli 1944 hielt er sich in Berlin auf und gab gegen 20 Uhr der auf dem Fehrbelliner Platz eingetroffenen Panzer-Ersatzbrigade den Befehl, den Putsch niederzuschlagen.
Von 1945 bis 1946 war er in Kriegsgefangenschaft.

## Verbandsfunktionär
Von 1960 bis 1968 war er Geschäftsführender Präsident des Verbandes der Automobilindustrie. Am 27. August 1965 erhielt Thomale das Große Verdienstkreuz des Verdienstordens der Bundesrepublik Deutschland.

## Familie
Thomale heiratete am 25. März 1934 seine Verlobte Ilse Sonnenberg, die jedoch am 19. August 1940 verstarb. Thomale heiratete am 23. März 1943 die Kriegswitwe Marie Cecilie Anna-Luise Gräfin von Schwerin (1910–1991), deren erster Mann, Major Friedrich Heinrich Kuno Axel Richard Otto von Both (Sohn von Generalmajor Friedrich Wilhelm Ludwig von Both und Neffe von Kuno-Hans von Both) am 11. Oktober 1941 an der Ostfront gefallen war. Sein Schwiegervater war der Königlich preußische Wirkliche Geheimrat und Gesandte a. D. Ulrich Graf von Schwerin.